# Uzunqazmalar
Uzunqazmalar è un comune dell'Azerbaigian situato nel distretto di Zaqatala. Conta una popolazione di 413 abitanti.